# Hysteropterum tauricum
Hysteropterum tauricum är en insektsart som beskrevs av Kusnezov 1926. Hysteropterum tauricum ingår i släktet Hysteropterum och familjen sköldstritar. Inga underarter finns listade i Catalogue of Life.